# Jacques II (roi d'Écosse)
Pour les articles homonymes, voir Jacques II.
Jacques II (Seumas II en gaélique écossais), né le 16 octobre 1430 et mort le 3 août 1460, régna sur l'Écosse du 21 février 1437 à sa mort. Il était le fils de Jacques Ier et de Jeanne, fille de Jean Beaufort, comte de Somerset.
Il fut surnommé Jacques à la face ardente (Fiery face James) en raison d'une tache de naissance qui lui couvrait la joue et le cou.

## Règne

### Régence entre Livingstone et Crichton
Titré duc de Rothesay en 1431, Jacques II succède à son père à l'âge de six ans, pendant que les régents font exécuter tous ceux qui ont participé au complot qui a mené à l'assassinat de Jacques Ier. Il est couronné roi à Holyrood par Michael Ochiltree (en), l'évêque de Dunblane, le 25 mars 1437. Sa mère Jeanne Beaufort tente de le faire sortir en 1439 du château de Stirling où il est sous la coupe du gouverneur Alexandre Livingstone. Le jeune roi est enlevé par Sir William Crichton, gouverneur du château d'Édimbourg, et emmené dans la capitale. Les deux hommes entrent en compétition afin s'assurer sa garde après avoir exclu sa mère de la régence après son remariage en 1439 et le décès la même année d'Archibald Douglas. La rivalité entre les deux régents dure plusieurs années. Le 28 novembre 1440, William Douglas, 6e comte de Douglas, et son jeune frère David sont attirés dans un piège par William Crichton à Édimbourg et exécutés après un simulacre de jugement avec leur ami et conseiller Malcolm Fleming de Biggar et Cumbernauld. Jacques II est finalement libéré en 1443 par William Douglas, 8e comte de Douglas, allié avec Livingstone qui réussit en 1445 à expulser Crichton du château d'Édimbourg.

### Règne personnel
Jacques II, maintenant âgé de 18 ans, épouse Marie de Gueldre le 3 juillet 1449 et commence son règne personnel en se débarrassant de la tutelle des Livingstone qui sont arrêtés le 22 septembre ; Alexandre est emprisonné à vie, son fils cadet Alexandre et son parent Robert sont exécutés.
Le roi doit ensuite faire face à une révolte nobiliaire à laquelle participent les Douglas issus de la nouvelle lignée dite des « Black Douglas ». Après la mort de James Douglas, 7e comte, ses cinq fils représentent une puissance considérable à laquelle Jacques II s'attaque en 1450. Lorsque William Douglas, le 8e comte, se révolte contre le pouvoir royal avec Jean II MacDonald et Alexandre Lindsay, 4e comte de Crawford, il est invité par le roi à un repas. Quand il refuse de rompre avec ses alliés, le roi furieux le poignarde lui-même le 22 février 1452.
L'année suivante, son frère James, le 9e comte, est déchu de tous ses biens pour trahison pendant qu'il se trouve à Londres. Son frère Archibald, comte de Moray est tué lors de la bataille d'Arkinholm en 1455, son autre frère Hugh, comte d'Ormonde, est exécuté peu après et leur cadet John, lord de Balvenie, doit vivre en exil en Angleterre. En 1463, Balvenie tenta à nouveau de rallier des hommes au parti Douglas, mais fut capturé par des membres des Scotts of Liddesdale. Il fut emmené à Édimbourg, incarcéré pendant douze jours avant d'être décapité.
Profitant de la guerre des Deux-Roses qui sévissait en Angleterre, Jacques II cherche en 1460 à se débarrasser des dernières positions anglaises en Écosse. Sous prétexte de soutenir Henri VI d'Angleterre, il met le siège devant Roxburgh. C'est là qu'il est frappé mortellement par les éclats d'un de ses canons qui explose alors qu'il l'essayait en l'honneur de l'arrivée de la reine.

## Mariage et descendance
Le 3 juillet 1449 à l'Abbaye d'Holyrood, il épousa Marie d'Egmont, fille d'Arnold d'Egmont, duc de Gueldre, et de Catherine de Clèves, une cousine de Philippe le Bon, duc de Bourgogne, dont il eut sept enfants :
- un fils non nommé (19 mai 1450) qui ne vécut que six heures ;
- Marie Stuart (1451-1488), épouse Thomas Boyd, comte d'Arran, en 1467 (mariage annulé en 1473) ; puis en 1474, James Hamilton (mort en 1479), lord Hamilton : parents de James Hamilton, lui-même père de James Hamilton ;
- Jacques III d'Écosse (1452-1488) ;
- Marguerite Stuart, maîtresse de William Crichton, 3e lord Crichton ;
- Alexandre Stuart (1454-1485), duc d'Albany ;
- David Stuart (1455-1457), comte de Moray en 1456 ;
- John Stuart (1457-1479), comte de Mar et Garioch en 1458.